# Chilpancingo de los Bravo (kommun)
Chilpancingo de los Bravo är en kommun i Mexiko.   Den ligger i delstaten Guerrero, i den södra delen av landet, 230 km söder om huvudstaden Mexico City. Antalet invånare är 241 717. Arean är 2 338 kvadratkilometer.
Terrängen i Chilpancingo de los Bravo är bergig västerut, men österut är den kuperad.
Följande samhällen finns i Chilpancingo de los Bravo:
- Chilpancingo de los Bravo
- Petaquillas
- El Ocotito
- Mazatlán
- Julián Blanco
- Mohoneras
- Tepechicotlán
- Cajelitos
- Acahuizotla
- El Fresno
- Amojileca
- Inscuinatoyac
- Zoyatepec
- Chautipan
- La Haciendita
- Fraccionamiento Popular Norberto Flores Baños
- Azinyahualco
- San Miguel
- El Aguajito
- Llanos de Tepoxtepec
- Omiltemi
- Huacalapa